# Lessertia pauciflora
Lessertia pauciflora är en ärtväxtart som beskrevs av William Henry Harvey. Lessertia pauciflora ingår i släktet Lessertia och familjen ärtväxter. Inga underarter finns listade i Catalogue of Life.